# Dzielin
Dzielin – wieś w Polsce, położona w województwie mazowieckim, w powiecie przasnyskim, w gminie Czernice Borowe. Ma status sołectwa.
W skład sołectwa Dzielin wchodzi także kolonia Kownaty.
| SIMC    | Nazwa   | Rodzaj     |
| ------- | ------- | ---------- |
| 0113069 | Kownaty | przysiółek |

W latach 1975–1998 wieś administracyjnie należała do województwa ciechanowskiego.
Wierni Kościoła rzymskokatolickiego należą do parafii św. Stanisława BM w Czernicach Borowych.